# Carson Smith

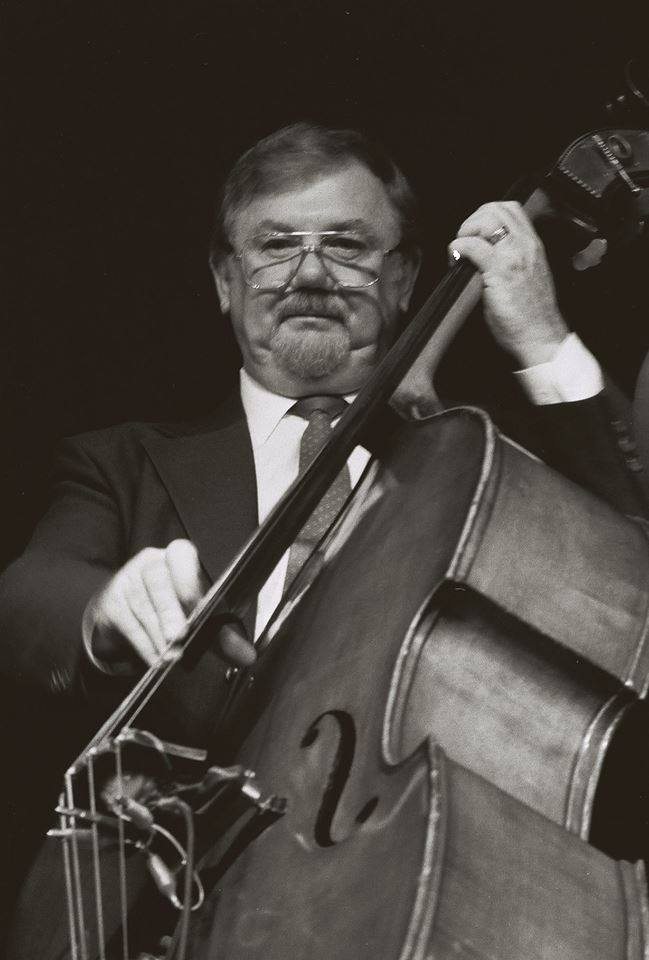
Carson Smith

Carson Raymond Smith (* 1. Januar 1931 in San Francisco; † 2. November 1997 in Las Vegas) war ein US-amerikanischer Jazzbassist.

## Leben und Wirken
Carson Smith begann seine Karriere in der West-Coast-Jazz-Szene, spielte in der Band von  Gerry Mulligan (1952–53), Chet Baker (1953–55), Russ Freeman (1955–56) und Chico Hamilton (1955–57). Carson Smith wirkte außerdem an Plattenaufnahmen von Clifford Brown (1954), Dick Twardzik (1954) und Billie Holiday mit, die er 1956 mit Chico Hamiltons Band in der Carnegie Hall begleitete. Ende der 1950er Jahre spielte er mit Bud Shank/Bill Perkins. 1959 ging er mit Stan Kentons Orchester auf Tournee, arbeitete dann 1960 mit Charlie Barnet. 1962 zog er nach Los Angeles, wo er bei Charlie Teagarden (1962) und Lionel Hampton (1963) spielte. 1964 ging er mit Georgie Auld auf Japantournee. In den 1960er Jahren arbeitete er auch mit Buddy Rich, Arno Marsh und Carl Fontana. Schließlich wurde er Hausmusiker im 4 Queens Hotel in Las Vegas, wo er durchreisende Musiker wie Art Farmer, Lew Tabackin, Zoot Sims, Emily Remler (Cookin’ at the Queens: Live in Las Vegas 1984 & 1988) und Chet Baker begleitete. 1989 wirkte er an einem Reunion-Album mit Chico Hamilton mit, das bei Soul Note erschien.

## Diskographische Hinweise
- The Essential Billie Holiday – Carnegie Hall Concert